# Dieter Schlesak
Dieter Schlesak (n. 7 august 1934, Sighișoara, Mureș, România – d. 29 martie 2019, Camaiore, Toscana, Italia) a fost un scriitor de limba germană (sas), născut în România și stabilit în Germania.

## Biografie
După ce a fost doi ani învățător la țară, a studiat la București germanistica între 1954 și 1959. După absolvire, a lucrat până în 1969 ca redactor la publicația de limba germană Neue Literatur.
În 1969 a făcut o excursie în străinătate, din care nu s-a mai întors în România. Și-a câștigat existența ca scriitor liber profesionist și ca publicist, în Stuttgart (Germania) și Camaiore (Italia). Împreună cu William Totok a activat în redacția revistei bianuale pentru istorie, literatură și politică sud-est-europeană, Halbjahresschrift für südosteuropäische Geschichte, Literatur und Politik, editată, pînă-n 2016, de istoricul Johann Böhm.

### Activitate literară
Dieter Schlesak a plecat în Germania abia după 1969 după ce, aflat încă pe meleagurile natale, a publicat un volum de poezii („Grenzstreifen”, 1968, „Fîșie de graniță”) și s-a încumetat să-l traducă pe Nichita celor „11 elegii”.
 Ajuns în RFG, Dieter Schlesak se va remarca în scurtă vreme ca poet, eseist și prozator, opera sa fiind încununată cu nenumărate premii și distincții literare. România a continuat să-l preocupe în cel mai înalt grad, Schlesak urmărind îndeaproape meandrele scriiturii românești, dovedindu-se fascinat de destinul românilor. 
În anul 1998, lui Dieter Schlesak îi apare, la Târgul de carte de la Leipzig, o antologie a poeziei românești de după 1960.

### Opera
În anul 1986 îi apare romanul autobiografic „Vaterlandstage”, apărut și în traducere românească la Ed. Fundației Culturale: „Zile acasă”. În postfața cărții se află și vocea lui Norman Manea, care a scris ample reflecții despre „Vaterlandstage”. Un loc aparte în scrierile lui Dieter Schlesak îl ocupă jurnalul intim. În anul 1994 a apărut, sub titlul „Stehendes Ich in laufender Zeit” („Stând locului în curgerea timpului”), un jurnal obsesiv centrat pe evenimentele petrecute în România zilelor din decembrie ´89 (Ion Muslea, Vatra 2/1997). 
Un fragment a apărut în același număr al Vetrei. La editura All Educational S.A,. București, a apărut prima parte a unei trilogii despre anii 1989-1994 în versiunea românească a lui Victor Scoradeț: „Revolta morților” (“o imagine surprinzător de exactă și de coerentă a uluitoarelor evenimente care au schimbat esența lucrurilor în fostul lagăr socialist” - I. Mușlea).
 În decembrie 2000, a apărut volumul antologic „Poeme” în traducerea lui Andrei Zanca la editura Univers."

Tunneleffekt." Mit einem Nachwort "Fragmente zu einer posthumen Poetik", („Efectul tunel. Cu o postfață: Fragmente pentru o poetică postumă”), Druckhaus Galrev, Berlin 2000; "Lippe Lust.
 Poesia erotica" („Buză plăcere. Poesia erotica”); Weiße Gegend, Gedichte, („Meleag alb, poezii”) ambele: Buch&medi@ GmbH, Lyrik-Edition 2000, Hrsg. Heinz Ludwig Arnold, München 2000.

Der Verweser. Ein Geisterroman („Der Verweser. Un roman despre spirite”), Gutenberg. neue medien, 2001

### Afilieri și distincții
- Dieter Schlesak a fost membru al PEN-Clubului german.
- În 1980 i s-a decernat premiul de încurajare Andreas Gryphius (Andreas-Gryphius-Förderpreis),[7]
- În 1989 i s-a decernat premiul de literatură Schubart al orașului Aalen (Schubart-Literaturpreis) [7]
- În 1993 i s-a decernat premiul Nikolaus Lenau al gildei artiștilor din Esslingen (Nikolaus-Lenau-Preis der Künstlergilde Esslingen)[7]
- În 2001 i s-a decernat prestigiosul Premiu Schiller al Fundației Schiller (Schillerpreis der Deutschen Schillerstiftung).[8]
- În 2005 Universitatea din București i-a decernat titlul de Doctor honoris causa.[9]
- În 2007 i s-a decernat Premiul Maria-Ensle (Maria-Ensle-Preis) al Fundației pentru artă Baden-Württemberg (Kunststiftung Baden-Württemberg), în valoare de 10.000 Euro.[10]

### Traduceri
Amurgul Imperiului, Proză austriacă modernă, două volume, Editura Pentru Literatură, București, 1968 (Colecția Biblioteca Pentru Toți, numerele 443-444).
Nichita Stănescu: 11 Elegien, București 1968

Ediție revăzută: 

Gefährliche Serpentinen. Rumänische Lyrik der Gegenwart, mit einem Nachwort (Serpentine periculoase. Lirică romînească actuală, cu o postfață), Edition Drukhaus, Berlin 1998. 

Addenda corrige (zu Gefährliche Serpentinen die fehlenden Lyriker)
- (Serpentine periculoase, poeți care lipsesc din antologie)[11]
- Traduceri din poezia italiană [11]

## Prezent în antologii
A fost inclus în antologia bilingvă Scriitori germani din România de după 1945, apărută în 2012 la Editura Curtea Veche.